# Bombus melaleucus
Espèce
Statut de conservation UICN

 DD  : Données insuffisantes
Bombus melaleucus est une espèce de bourdons que l'on trouve au Costa Rica, au Panama, au Venezuela, en Colombie, en Équateur, au Pérou et en Bolivie.